# Vilar e Mosteiró
Vilar e Mosteiró (oficialmente: União das Freguesias de Vilar e Mosteiró) é uma freguesia portuguesa do município de Vila do Conde, com 7,33 km² de área e 2398 habitantes (censo de 2021). A sua densidade populacional é 327,1 hab./km².

## História
Foi constituída em 2013, no âmbito de uma reforma administrativa nacional, pela agregação das antigas freguesias de Vilar e de Mosteiró.

## Demografia
A população registada nos censos foi:
| Distribuição da População por Grupos Etários | Distribuição da População por Grupos Etários | Distribuição da População por Grupos Etários | Distribuição da População por Grupos Etários | Distribuição da População por Grupos Etários | Distribuição da População por Grupos Etários |
| -------------------------------------------- | -------------------------------------------- | -------------------------------------------- | -------------------------------------------- | -------------------------------------------- | -------------------------------------------- |
| Antes da agregação                           |                                              |                                              |                                              |                                              |                                              |
| Ano                                          | 0-14 anos                                    | 15-24 anos                                   | 25-64 anos                                   | >= 65 anos                                   | Total                                        |
| 2001                                         | 414                                          | 341                                          | 1468                                         | 405                                          | 2628                                         |
| 2011                                         | 348                                          | 272                                          | 1423                                         | 526                                          | 2569                                         |
| Após a agregação                             |                                              |                                              |                                              |                                              |                                              |
| Ano                                          | 0-14 anos                                    | 15-24 anos                                   | 25-64 anos                                   | >= 65 anos                                   | Total                                        |
| 2021                                         | 297                                          | 229                                          | 1287                                         | 585                                          | 2398                                         |

## Atividades económicas
- Agricultura, pequena indústria e comércio.
- Mosteiró tem a feira mais antiga de Portugal, a Feira da Lameira, feira semanal realizada todas as quartas-feiras de manhã.[carece de fontes?]
- Em Mosteiró está sediada a Farmácia Azevedo, a mais antiga de Portugal (meados século XVIII).[carece de fontes?]

## Vilar
- Festa no primeiro domingo de junho
- Nossa Senhora do Ó/Santa Maria de Vilar (18 de dezembro e domingo depois ou antes)

## Mosteiró
- Comunhões (junho)
- São Gonçalo (10 de janeiro ou no domingo a seguir)
- Mosteiró faz parte do roteiro dos Caminhos de Santiago de Compostela, pelo que é frequente ver nas ruas da freguesia os peregrinos que se dirigem à Galiza

## Património
- Igreja Paroquial de Vilar
- Igreja Paroquial de Mosteiró
- Cruzeiros de Arões
- Cemitério e Lameira
- Monumento em memória do Padre Agostinho
- Marcos divisórios da freguesia de Mosteiró

## Outros Locais
- Casa da Botica (lugar da Lameira)
- Moinho da Lameira

## Artesanato
- Miniaturas em madeira

## Coletividades
- Juventude Unida de Mosteiró
- Associação de Solidariedade Social de Mosteiró
- Associação de Pais e Encarregados de Educação das Escolas de Mosteiró

## Feiras
- Semanal, às quartas-feiras (Feira da Lameira)